# Villa La Fontanella
 Villa La Fonte o Bel Riposo si trova a Fiesole nel vicolo San Maurizio o in fondo a via delle Fontanelle, al 27/A. 

## Storia
La villa apparteneva ai Dazzi nel Quattrocento, proprietari anche della vicina villa la Torraccia, e tra il 1547 e il 1549 fu acquistata da Bastiano di Jacopo Del Turco, i cui discendenti Rosselli Del Turco sono ancora proprietari. Nel 1577 Pier Francesco Del Turco vi ospitò San Luigi Gonzaga, al quale è dedicata la cappella. 
Il nome deriva dall'abbondanza di acque della zona, ed è simboleggiato anche da una fontana con mascherone e affresco che raffigura San Luigi.

## Descrizione
La villa, dall'aspetto rustico cinquecentesco, è circondata da un piccolo ma significativo giardino storico, importato su due terrazze destinate a prato. Quella superiore è ravvivata da aiuole rettangolari, delimitate da cordoli in pietra e siepi di bosso, con conche di limoni agli angoli, secondo la tradizione del giardino all'italiana. Qui si trova un'esedra settecentesca, forse incompiuta. Recente e non filologica è la scelta di mettere alberelli al centro delle aiuole.
La seconda terrazza, collegata alla prima da una scalinata, è ombreggiata da pini e lecci. Sotto la scalinata, come di consueto, è stata ricavata una piccola grotta artificiale decorata da mosaici rustici con concrezioni spugnose e conchiglie.